# Rectala asyliformis
Rectala asyliformis är en fjärilsart som beskrevs av Felix Bryk 1947. Rectala asyliformis ingår i släktet Rectala och familjen glasvingar. Inga underarter finns listade i Catalogue of Life.